# Baojun 560
La Baojun 560 è un'autovettura prodotta dalla casa automobilistica cinese Baojun dal 2015 al 2018.

## Descrizione
La 560 è stata presentata in anteprima mondiale al Salone dell'Auto di Shanghai nell'aprile 2015, per poi arrivare sul solo mercato cinese nel luglio dello stesso anno. Al lancio la vettura era alimentato da un motore a benzina aspirato a quattro cilindri in linea da 1,8 litri denominato LJ479QNE2 abbinato a un cambio manuale a 5 marce, a 6 marce o a un cambio semiautomatico a 5 marce.
Nel 2016 il veicolo è stato il terzo SUV più venduto in Cina, dietro l'Haval H6 e la Trumpchi GS4. Nel 2016 la vettura è stata sottoposta ai Crash Test C-NCAP, dove il veicolo ha ottenuto una valutazione complessiva di cinque stelle su cinque.
Nel 2017 è arrivata un'unità turbo di derivazione Daewoo S-TEC da 1,5 litri abbinato a un cambio a doppia frizione a 6 marce, che erogava 150 CV (110 kW). Nell'estate del 2017 la vettura ha subito un leggermente aggiornamento, in concomitanza del quale è stata introdotta la possibilità di avere la configurazione con sette posti a sedere.